# Vyšné Ružbachy
Vyšné Ružbachy (allemand : Oberrauschenbach ) est un village de Slovaquie situé dans la région de Prešov.

## Histoire
Première mention écrite du village en 1329.

## Démographie

### Évolution de la population
| Année:               | 1994. | 2004.    | 2014.   | 2024.   |
| -------------------- | ----- | -------- | ------- | ------- |
| Nombre de personnes: | 1164  | 1296     | 1403    | 1443    |
| Différence:          |       | +11,34 % | +8,25 % | +2,85 % |

| Année:               | 2023. | 2024.   |
| -------------------- | ----- | ------- |
| Nombre de personnes: | 1420  | 1443    |
| Différence:          |       | +1,61 % |